# Buma Exportprijs

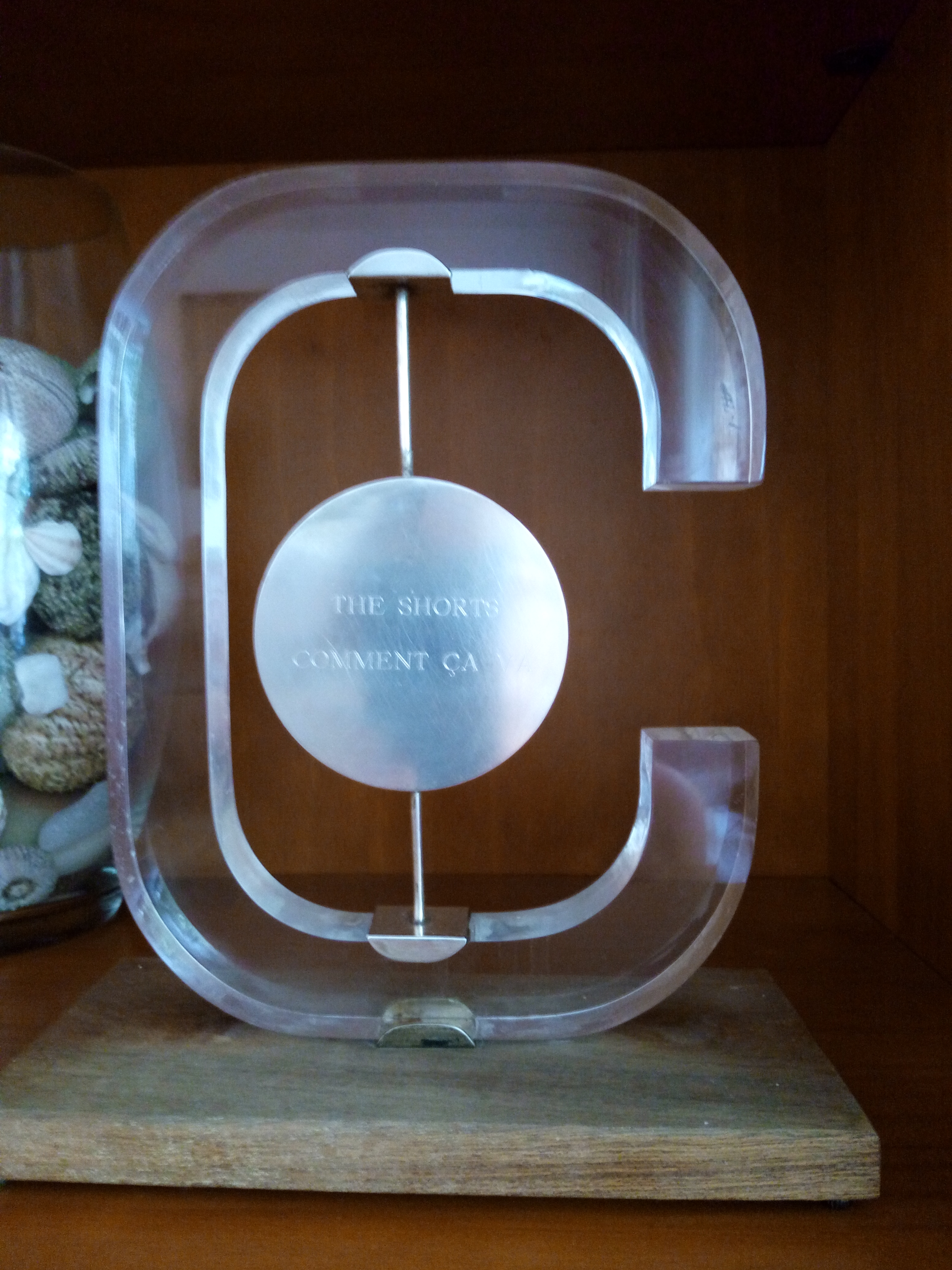
Conamus Exportprijs 1983 für The Shorts

Der Buma Exportprijs (deutsch Buma Exportpreis), bis 2006 Conamus Exportprijs, war ein niederländischer Musikpreis der Stiftung Buma Cultuur, welcher von 1972 bis 2011 vergeben wurde. Da es bei dem Preis um Verkaufszahlen ins Ausland geht, wurden einige Preisträger auch in weiteren Jahren ausgezeichnet.
Bis 2006 hieß die Organisation Stichting Conamus (die Abkürzung von COmité voor Nederlandse AMUSementsmuziek; deutsch etwa: „Komitee für niederländische Unterhaltungsmusik“). Die Abkürzung Buma steht für „Bureau voor Muziek“.
Seit 2006 wurden die Preise deshalb im Rahmen der sogenannten Buma Awards vergeben. 2014 gab weitere Änderungen. Der Preis war bis 2011 neben der Gouden Harp (deutsch Goldene Harfe) und Zilveren Harp (deutsch Silberne Harfe) vergeben worden. Die Zilveren Harfe wurde eingestellt. Die Stiftung vergibt jetzt den Buma Internationaal bzw. den Buma Rocks! Exportprijs.

## Preisträger

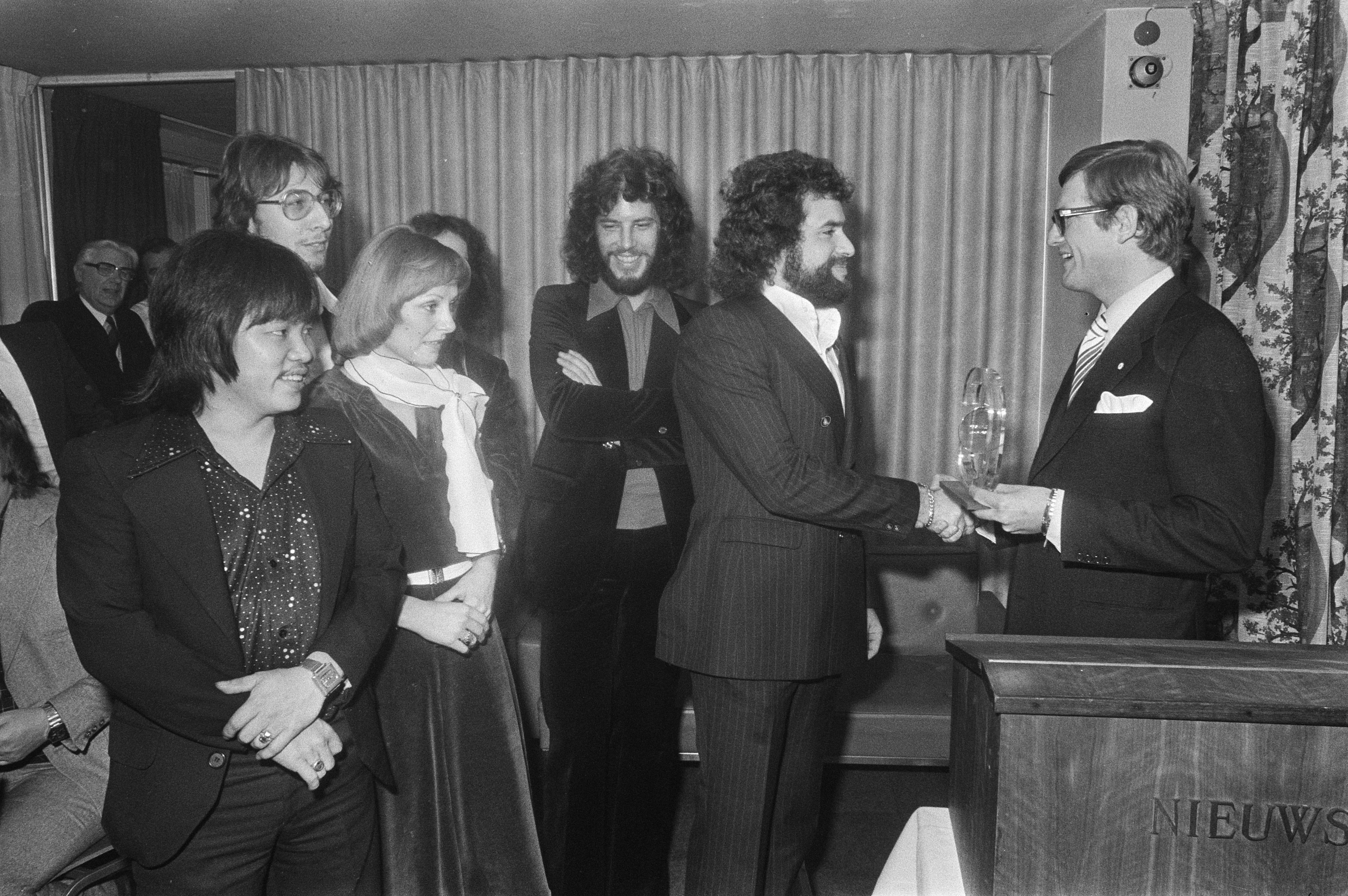
Preisverleihung für 1975 an die George Baker Selection am 7. Januar 1976

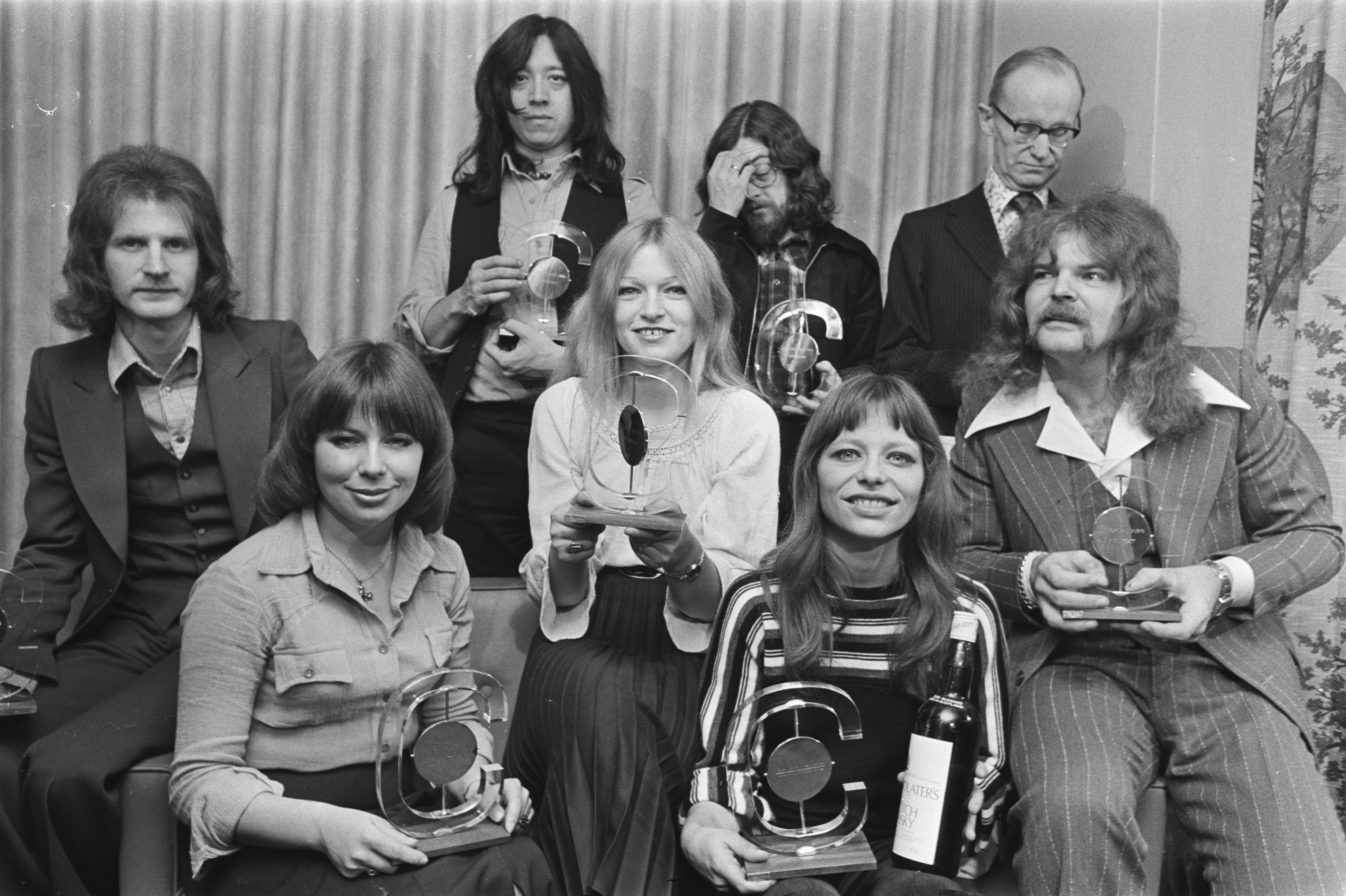
Preisverleihung für 1976 für Pussycat am 5. Januar 1977

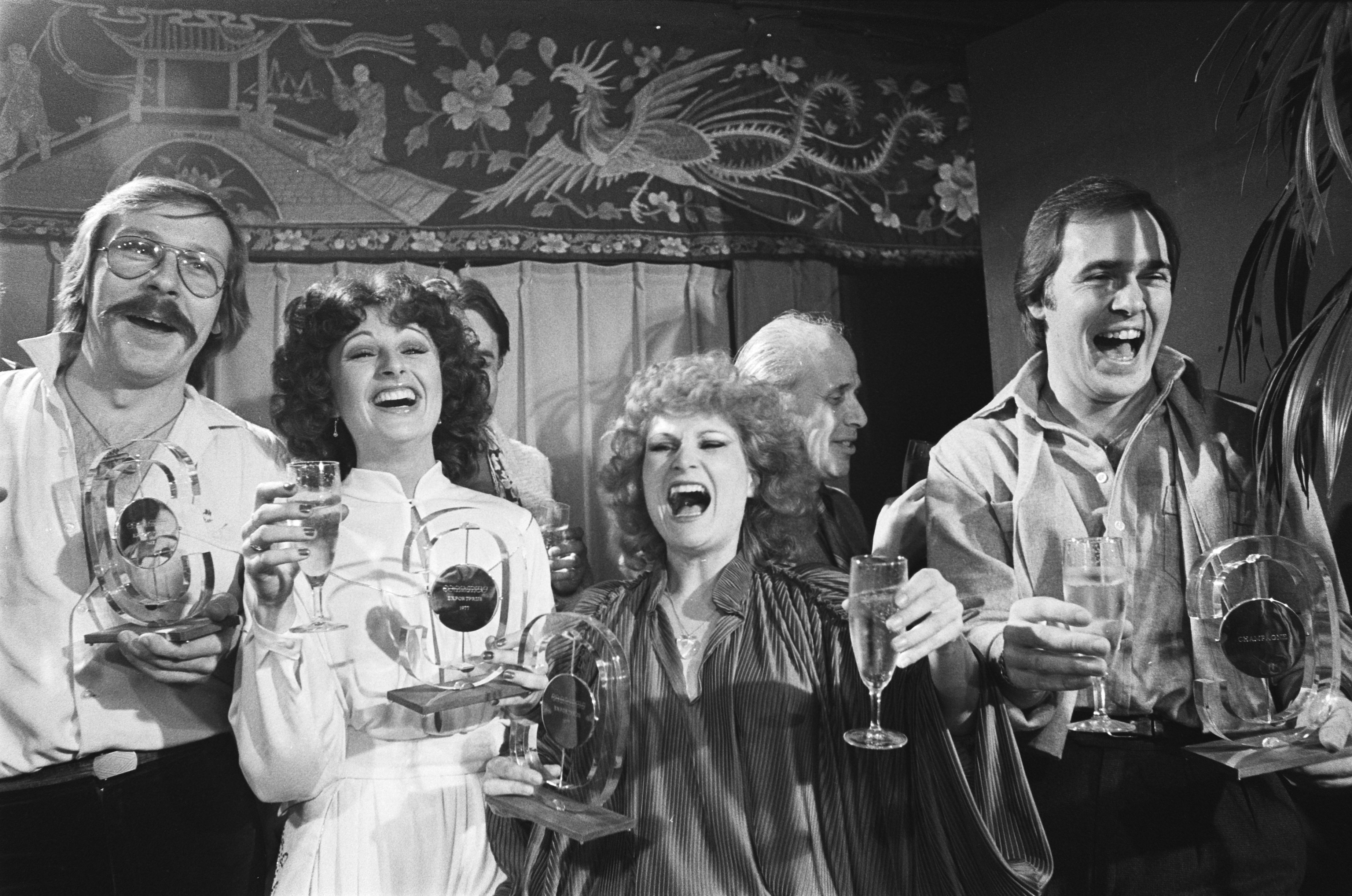
Preisverleihung 4. Januar 1978 für 1977 im Suikerhof, Amsterdam: Champagne v. l. n. r.: Bert van de Wiel, Paulette Bronkhorst, Trudie Huijsdens, Jan Vredenburg

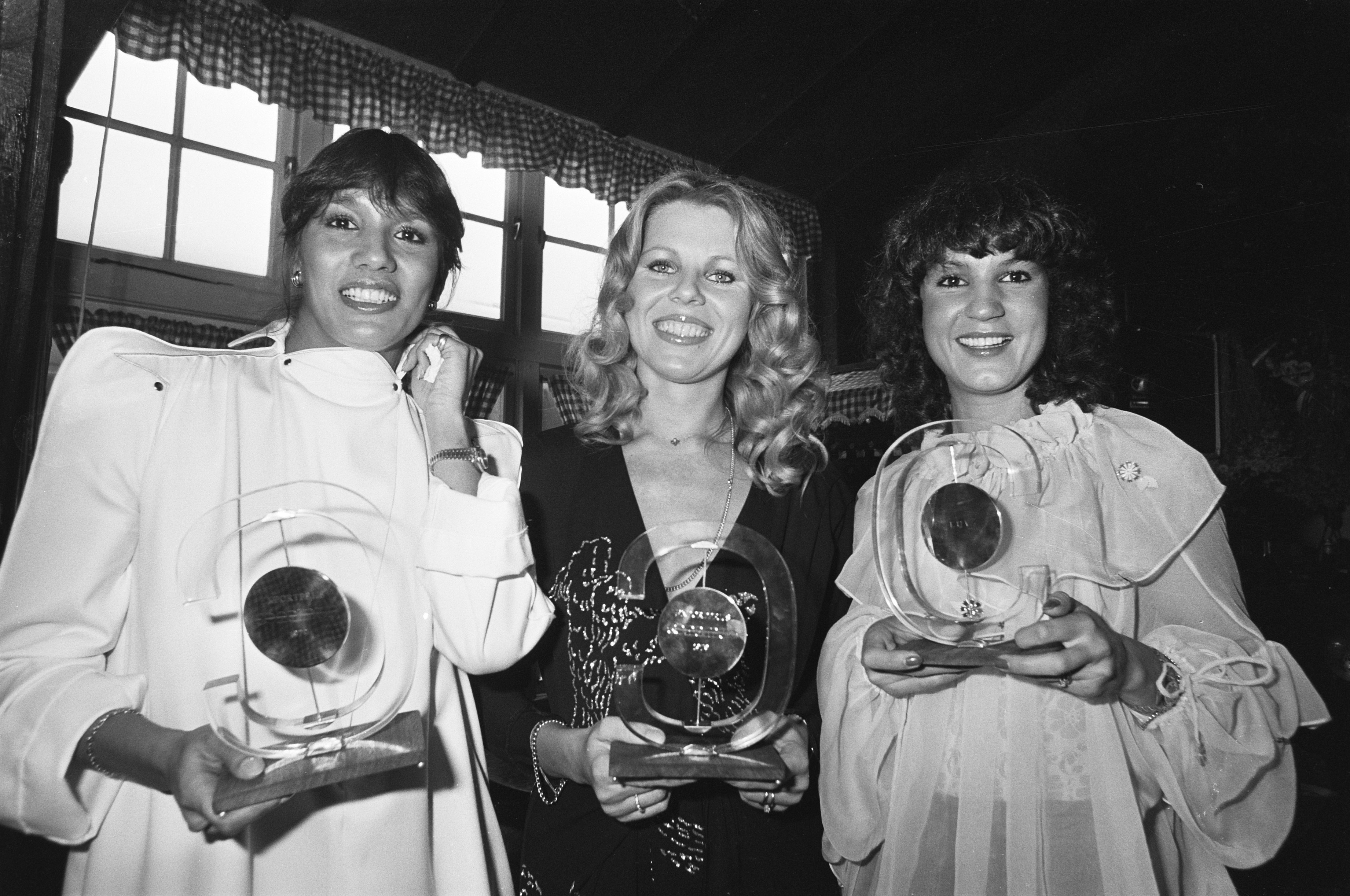
Preisverleihung für 1979 für Luv’am 31. Dezember 1979

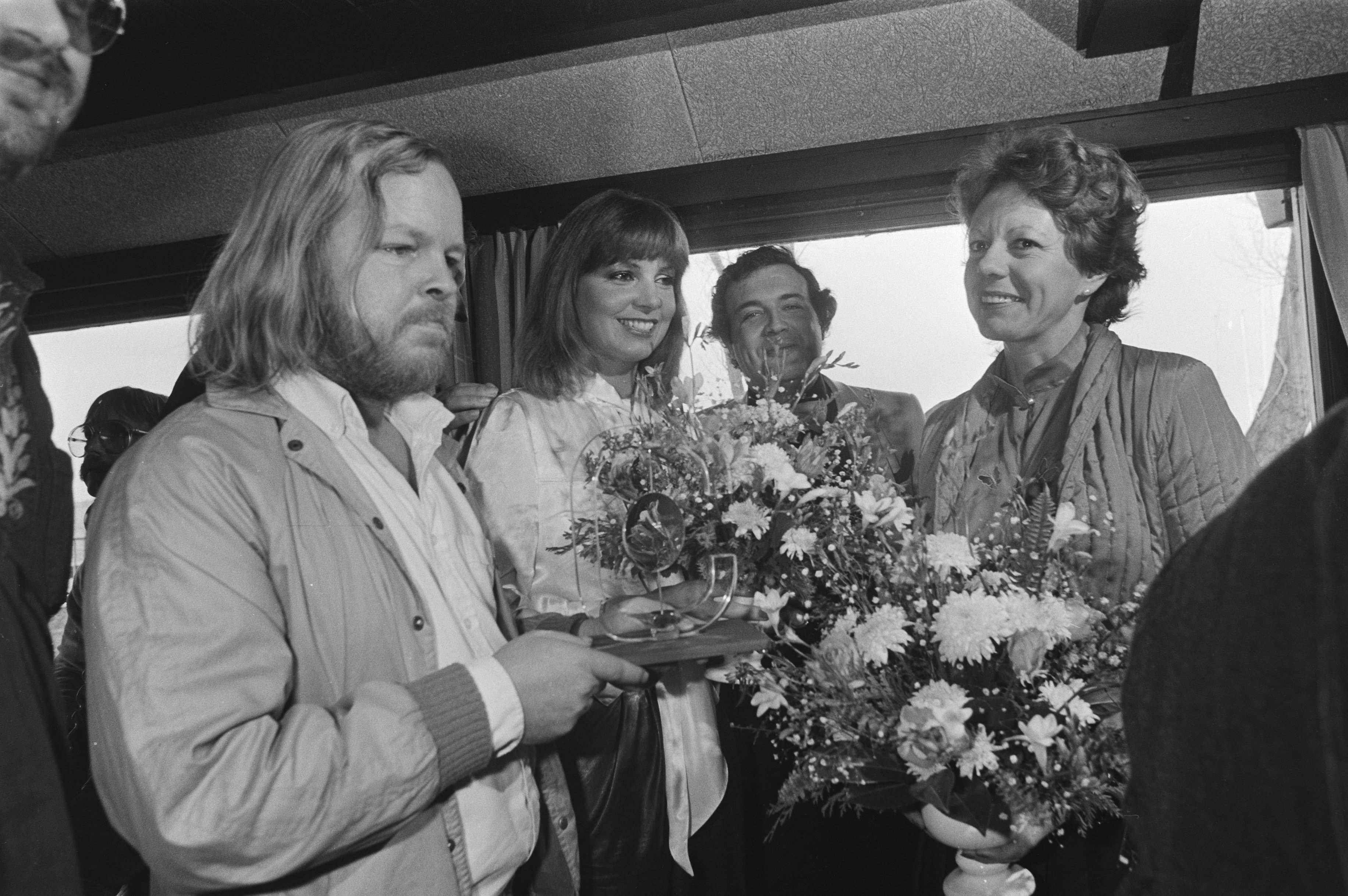
Preisverleihung für 1980 an Earth and Fire am 1. Januar 1981

### Conamus Exportprijs
- 1972: Mouth & MacNeal, Hans van Hemert, Harry van Hoof
- 1973: Focus
- 1974: Golden Earring
- 1975: George Baker Selection
- 1976: Pussycat
- 1977: Champagne
- 1978: Pierre Kartner
- 1979: Luv’, Pit Souer, Pin Latour, Hans van Hemert
- 1980: Earth and Fire
- 1981: Jaap Eggermont, Martin Duiser, Stars on 45
- 1982: Tony Sherman, Stars on Stevie, Martin Duiser, Jaap Eggermont
- 1983: Golden Earring, The Shorts
- 1984: V.O.F. de Kunst
- 1985: Video Kids, Bolland & Bolland
- 1986: Bolland & Bolland
- 1987: Bolland & Bolland
- 1988: Bolland & Bolland
- 1989: Bolland & Bolland
- 1990: Candy Dulfer
- 1991: Candy Dulfer
- 1992: Ten Sharp, Ton van den Bremer
- 1993: Candy Dulfer
- 1994: Twenty 4 Seven
- 1995: Doop
- 1996: André Rieu
- 1997: André Rieu
- 1998: André Rieu
- 1999: Vengaboys
- 2000: Vengaboys
- 2001: Jan Smit
- 2002: Marco Borsato
- 2003: Within Temptation
- 2004: Within Temptation
- 2005: Within Temptation

### Buma Exportprijs
- 2006: Within Temptation
- 2007: Tiësto
- 2008: André Rieu, Giorgio Tuinfort
- 2009: André Rieu
- 2010: André Rieu
- 2011: Django Wagner